# 小林国夫
小林 国夫（こばやし くにお、1918年2月19日 - 1979年6月19日）は、日本の地質学者。

## 経歴
1918年、静岡県に生まれる。
1942年に東京帝国大学理学部地質学科卒業。後に信州大学講師、信州大学助教授を経て、1959年に信州大学教授に就任。
この年には研究グループとともに放射性炭素年代測定を用いて日本列島の成立時期（約2万年前）を提唱した。また、長野県内の地質を研究する中で日本アルプスの地質、自然に関する著作も多く執筆。1963年には氷河地形の研究で日本地質学会賞を受賞した。
1979年、心臓発作のため長野県松本市の自宅で死去。61歳。戒名は羣氷院釈浄國居士。墓所は東京都調布市の深大寺墓地。

## 著作
- 『日本アルプス』福村書店（1951年）
- 『フォッサ・マグナ地域の構造発達史』地学団体研究会松本支部出版委員会（1957年）
- 『世界文化地理大系 第4巻』平凡社（1956年）共同執筆者の1人
- 『山の驚異』学生社新書（1956年）
- 『日本の自然』岩波新書（1959年）中野尊正との共著
- 『日本アルプスの自然』築地書館（1972年）
- 『氷河時代』岩波書店（1982年）阪口豊との共著